# Niedersächsisches Jahrbuch
Das Niedersächsische Jahrbuch erschien zur Zeit der Weimarer Republik in den Jahren von 1924 bis 1929. Das Jahrbuch behandelte die Geschichte der heute im Land Niedersachsen aufgegangenen Staaten und Provinzen und wurde laut ihrem Untertitel „herausgegeben von der Historischen Kommission für Hannover, Oldenburg, Braunschweig, Schaumburg-Lippe und Bremen“.
Sämtliche Bände des in Hildesheim bei der August Lax Verlagsbuchhandlung erschienenen Periodikums inklusive der ab 1930 erschienenen Nachfolgezeitschrift Niedersächsisches Jahrbuch für Landesgeschichte stellt die Historische Kommission für Niedersachsen und Bremen bis zum drittletzten erschienenen Band zum Download des jeweiligen Jahrgangs auf ihrer Seite online. (siehe Abschnitt Weblinks)
Dem Jahrbuch waren die Beilagen Nachrichtenblatt für Niedersachsens Vorgeschichte und die Nachrichten aus Niedersachsens Urgeschichte zugegeben.